# Julius Kraut
Julius Kraut (* 17. Juni 1859 in Barmen; † 1. Juli 1939 in Berlin-Charlottenburg) war ein deutscher Porträtmaler der Düsseldorfer und Münchner Schule.

## Leben

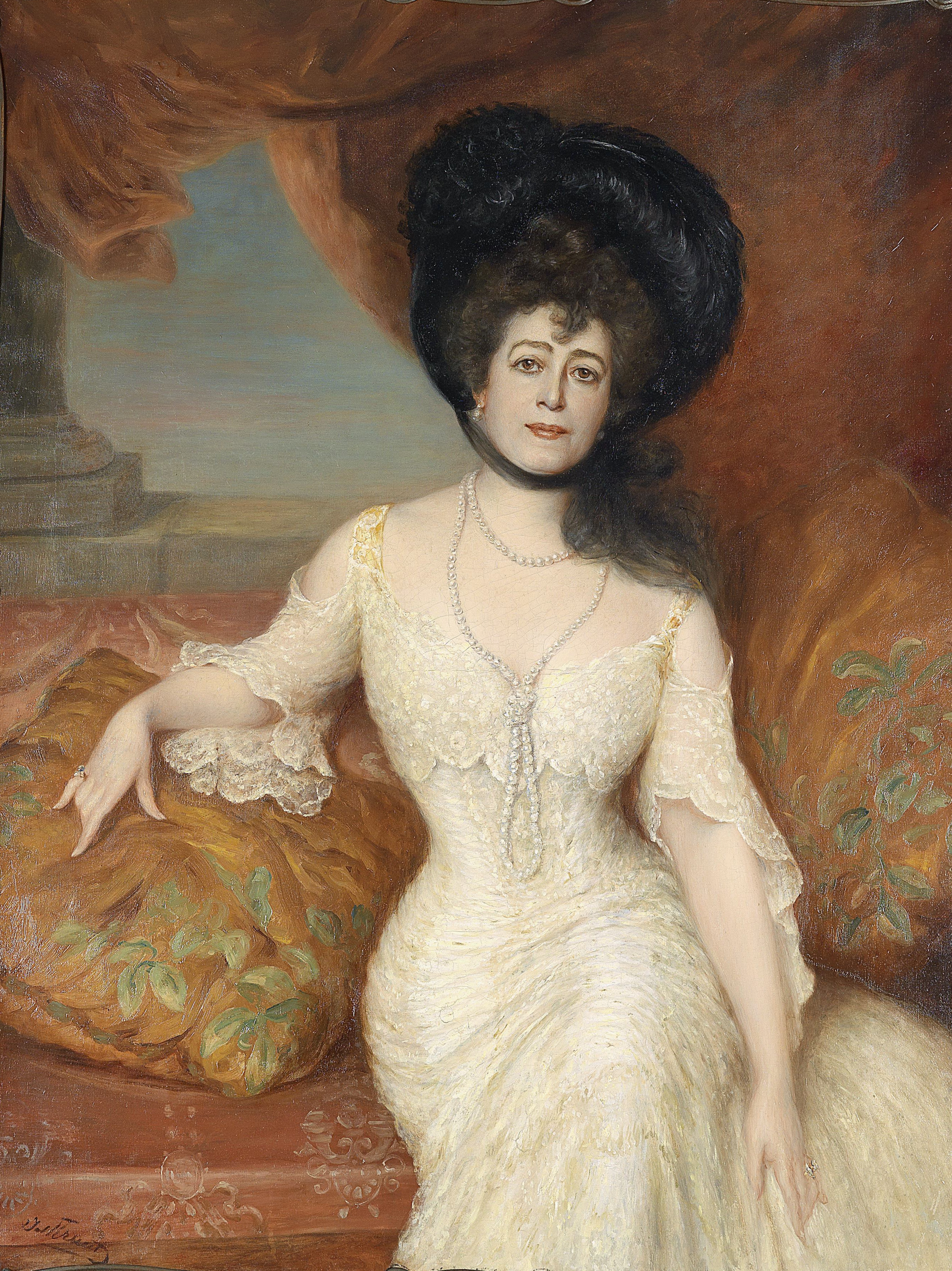
Damenbildnis vor rotem Samtvorhang

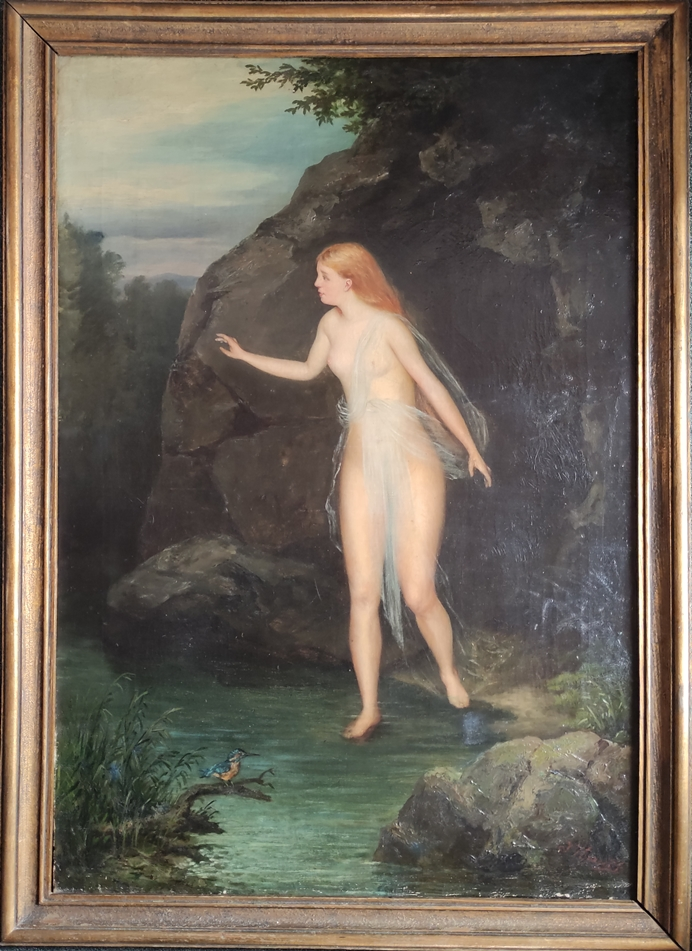
Weiblicher Akt vor einer Grotte, um 1900

Kraut war Sohn des Rheinländers Julius August Kraut, der in Barmen eine Fabrik für chemische Wässer leitete, und einer Belgierin. Er erhielt zunächst eine Ausbildung als Chemiker, studierte aber dann von 1879 bis 1882 an der Kunstakademie Düsseldorf Malerei. Dort waren Hugo Crola, Heinrich Lauenstein und Peter Janssen der Ältere seine Lehrer. Am 9. Januar 1883 schrieb er sich an der Königlichen Akademie der Bildenden Künste München im Fach Malerei ein, wo er Schüler von Otto Seitz wurde. 1891 verlieh ihm Friedrich I. von Anhalt den Titel Professor für Bildnisse, die er in München von seiner Gemahlin Antoinette, dem Erbprinzen Friedrich und sich geschaffen hatte.
Kraut ließ sich in Aachen in der Comphausbadstraße 17 nieder. Mit seiner Ehefrau Eleonore Hallensleben, die ebenfalls aus Aachen stammte, hatte er drei Kinder. Beide heirateten am 10. August 1888 in Aachen. Eleonore lebte bis zu dem Zeitpunkt in der Aachener Ludwigsallee 109. Später lebte Kraut wieder in München, wo er dem Kunstverein und der Künstlergenossenschaft angehörte. Schließlich wohnte er in Berlin, wo er Mitglied des Vereins Berliner Künstler war. In Berlin beteiligte sich Kraut zudem mit einem Stammkapital an der Instrumente-Fabrik „Reform“. Bereits in München avancierte zu einem gefragten Porträtmaler der gehobenen Gesellschaft und des Adels. Im Sommer 1908 weilte er als Begleiter des Prinzen Karl Anton von Hohenzollern in Rom.

## Werke
Als gefragter Bildnismaler porträtierte er prominente Persönlichkeiten, unter anderem:
- König Karl I. von Rumänien und seine Gemahlin Elisabeth zu Wied
- König Albert I. von Belgien[15]
- Elisabeth, Herzogin in Bayern und Königin von Belgien, mit ihren Kindern[15]
- Kronprinz Wilhelm von Preußen und Kronprinzessin Cecilie zu Mecklenburg
- Erbprinz Friedrich von Anhalt[16]
- Herzog Carl Eduard (Sachsen-Coburg und Gotha)[17]
- Antoinette von Sachsen-Altenburg, Herzogin von Anhalt, und ihren Sohn Friedrich
- Politiker wie Theobald von Bethmann Hollweg, Georg von Rheinbaben, Victor von Podbielski, Wilhelm von Wedell-Piesdorf,[18] Otto Arendt, August von Clemm, Adolf Hitler, Franz von Papen und Paul von Hindenburg
- Generalfeldmarschall Colmar von der Goltz-Pascha
- Geologen Carl Wilhelm von Gümbel
- Chemiker Franz von Soxhlet
- Industrielle wie Emil Rathenau, Carl Schütte und Karl Lanz
- Künstler wie Arnold Böcklin (1892),[12] Reinhold Begas, Oscar Begas, Ludwig Pietsch[19] und Siegfried Wagner
- Schriftsteller wie Rudolf Herzog und Friedrich von Dincklage-Campe
- Schauspieler wie Ernst Possart, Friedrich Haase und Max Grube
- Minister und Reichstagsabgeordneter Wilhelm von Wedell-Piesdorf[20]

Bekannt sind auch ein Aktgemälde (Weiblicher Akt vor einer Grotte, um 1900) sowie Illustrationen zu Max Möllers Deutsche Märchen in der Zeitschrift Bühne und Welt und ein Gemälde von der kaukasischen Schlangenbändigerin Madiah Courinth.

## Ausstellungen
- 1900: Verein Berliner Künstler (ältere und neuere Porträts)[23]
- 1901: Große Berliner Kunstausstellung (Bildnis Victor von Podbielski)[11]
- Kunstausstellung Aachen 1886 (vier Porträts und ein Genrebild)[24]

## Auszeichnungen
- Ehrenkreuz 2. Klasse, Verleihung durch den König am 20. Mai 1909[25]
- Ritterkreuz des Königlich Rumänischen Ordens „Stern von Rumänien“, 15. Juli 1906[26]